# Phlaeobacris reticulata
Phlaeobacris reticulata är en insektsart som beskrevs av Willemse, C. 1932. Phlaeobacris reticulata ingår i släktet Phlaeobacris och familjen gräshoppor. Inga underarter finns listade i Catalogue of Life.